# 34788 Samuellossef
34788 Samuellossef è un asteroide della fascia principale interna. Scoperto nel 2001, presenta un'orbita caratterizzata da un semiasse maggiore pari a 2,402758 UA e da un'eccentricità di 0,142413, inclinata di 9,951899° rispetto all'eclittica. Ha un diametro di 1,935 km e un'albedo di 0,430.